# 馮奕垣
馮奕垣（1551年—1609年），字弱壁，號浮西，廣東廣州府南海縣人，明朝政治人物。

## 生平
馮奕垣生于嘉靖三十年辛亥九月十七日午时。在萬曆十九年（1597年）中辛卯科廣東鄉試第三十一名舉人，萬曆二十九年（1601年）成辛丑科進士，選翰林院庶吉士，三十三年选授湖廣道監察御史，巡視西城，令猖獗不法的宦官豪強收斂。萬曆三十四年（1606年），巡按貴州，當時苗族土司內訌爭官，四川巡撫又貪功擾亂邊境，他參處得宜，追回官印、平息戰事；又捐出俸祿在銅仁府建立城池，不久積勞成疾，万历三十七年己酉（1609年）十二月十四日卯时在家去世，壽五十九歲，追贈光祿寺少卿。祀貴州生祠、廣州府學名宦、鄉賢。著有《浮西集》。

## 身後
馮奕垣生平儉樸，在征苗時得到二面銅鼓，立刻上繳朝廷；又多次上疏朝廷利弊，留下著作《二弊五窮疏》、《挽亂圖治疏》，《信任輔臣、請平銓政疏》，在名宦祠、鄉賢祠祭祀。

## 家族
曾祖馮治，举人、教谕；祖冯荣；父馮煦，庠生、寿官。母黄氏，繼母徐氏。永感下。弟维垣、昭垣。娶陳氏。

## 引用
1. ↑  《萬曆辛丑科履歷》：馮奕垣，曾祖治，举人、教谕；祖荣；父煦，庠生、寿官。浮西，诗四房，辛酉九月十七日生。南海人，辛卯三十一名，会一百七十一名，三甲二百四十六名。工部政，改翰林院庶吉士，乙巳授湖广道御史，丙午貴州巡按。
2. 1 2  同治《新建縣志·卷四十·賢良上》：馮奕垣，字弱壁，萬歷辛卯舉於鄉，辛丑成進士，選庶吉士，未幾補監察御史巡視西城。時逆璫骫法，按治不避，一時權豪斂戢；丙午巡按貴州，時黔以平播後苗民土司交訌，占印爭官，加以蜀撫貪功大擾邊徼。奕垣殫厥心力，參處得宜，追印寢兵，黔蜀生靈不至糜爛，奕垣之力也。按部抵銅仁，四面俱紅苗窟穴，向無城垣，捐緡城之，以積勞瓜代還家病卒，敘功加贈光祿寺少卿。生平儉樸不貴異物，征苗獲銅鼓二銘，刻製自姚虞，卻而不納；由史館以迄西臺朝廷利弊知無不言，所上有《二弊五窮疏》、《挽亂圖治疏》，《信任輔臣、請平銓政疏》，皆宗社碩畫云，祀名宦鄉賢。 據金通志修